# Мантгюм
Мантгюм (нід. Mantgum) — село в нідерландській провінції Фрисландія. Входить до муніципалітету Леуварден.
Його площа становить 5,90км², а населення станом на 2021 рік складало 1 145 осіб.
Перша згадка про населений пункт датується 13-им сторіччям.

## Галерея

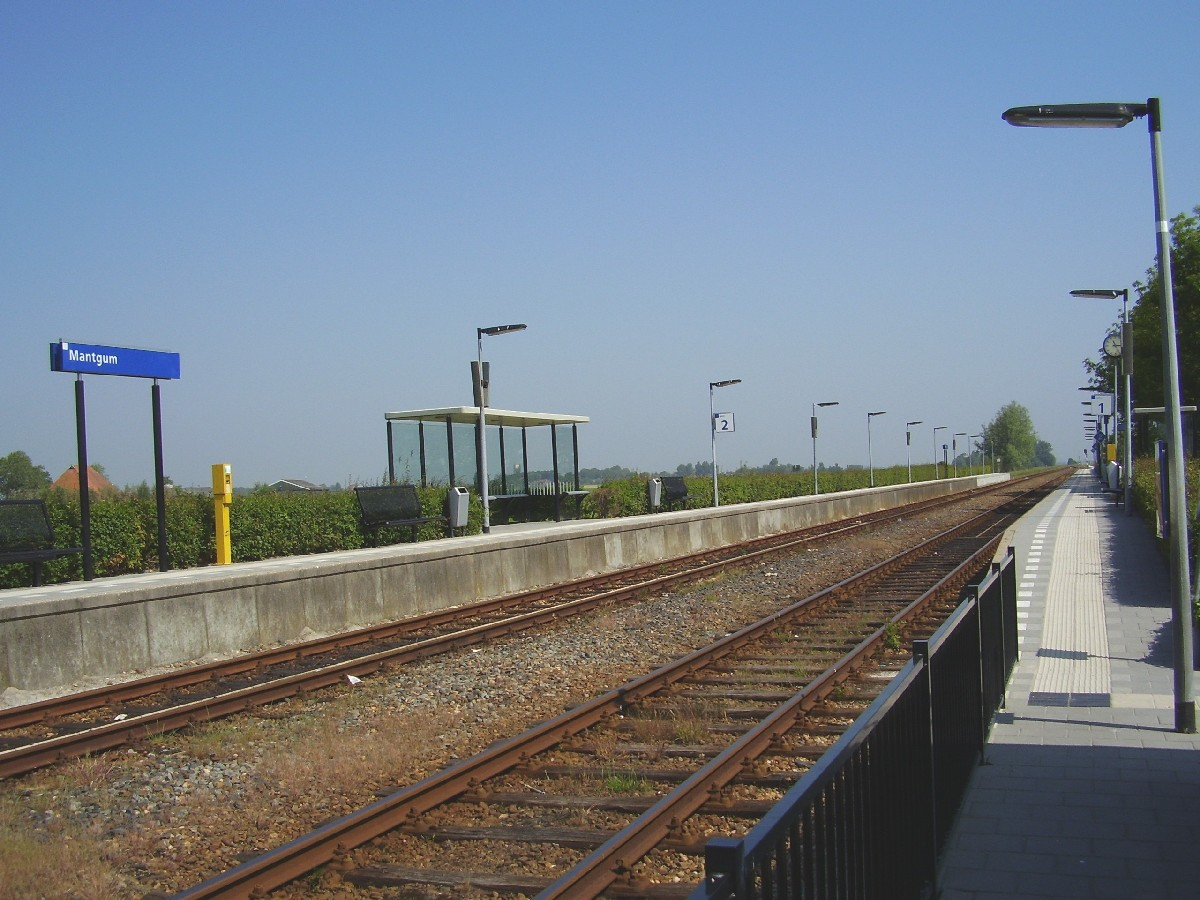
Залізнична платформа
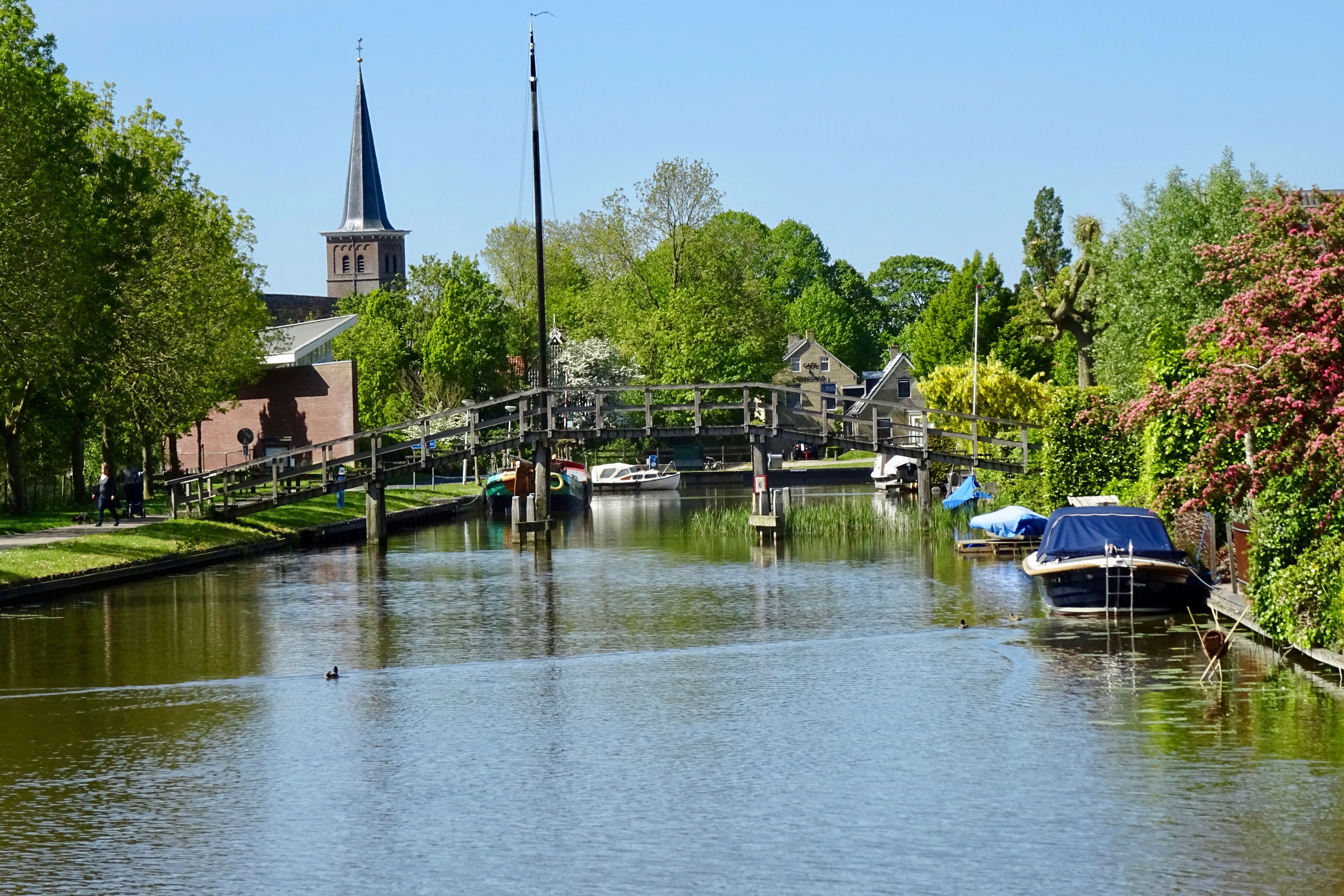
Вид на село з боку каналу
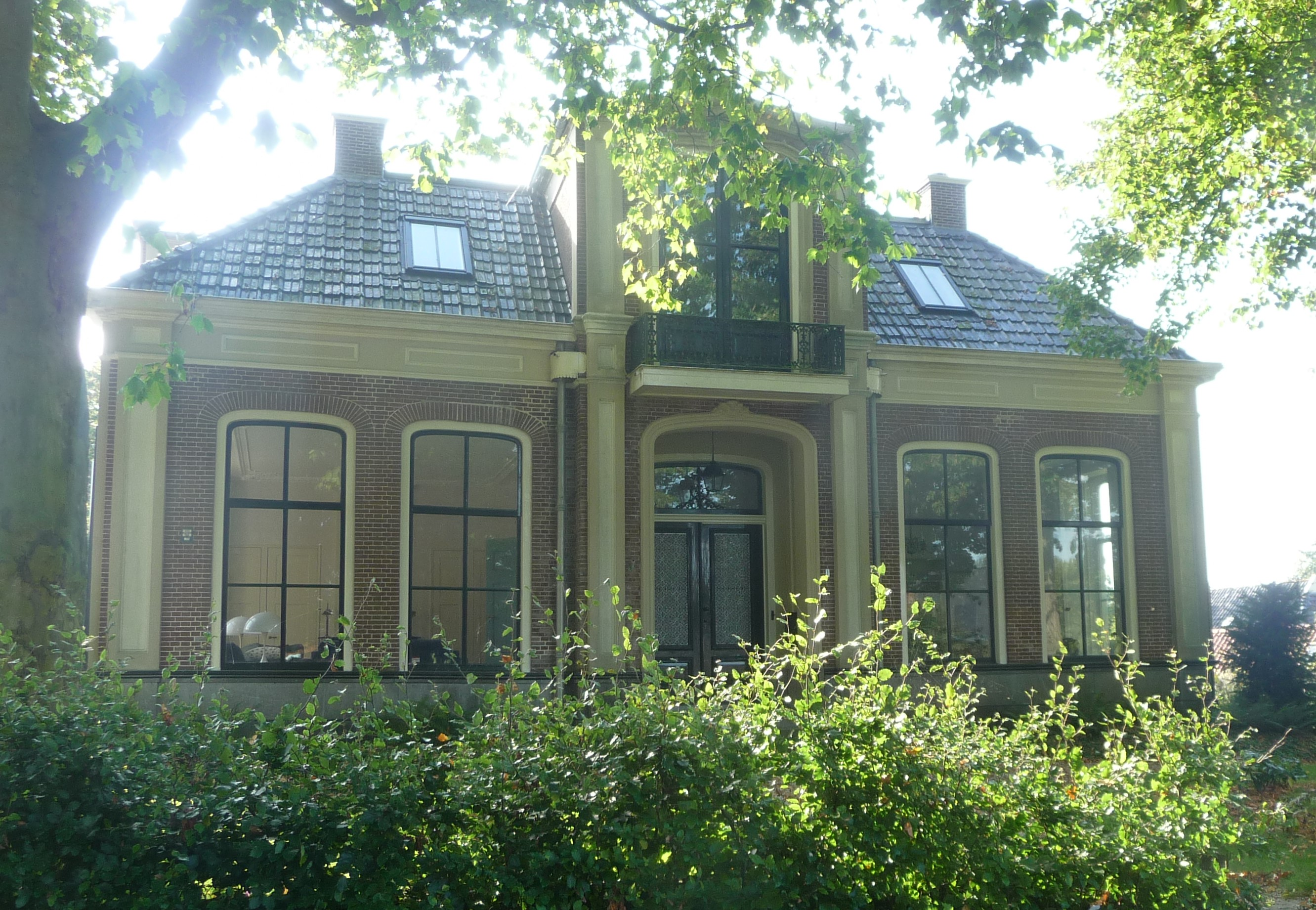
Будинок у Мантгюмі
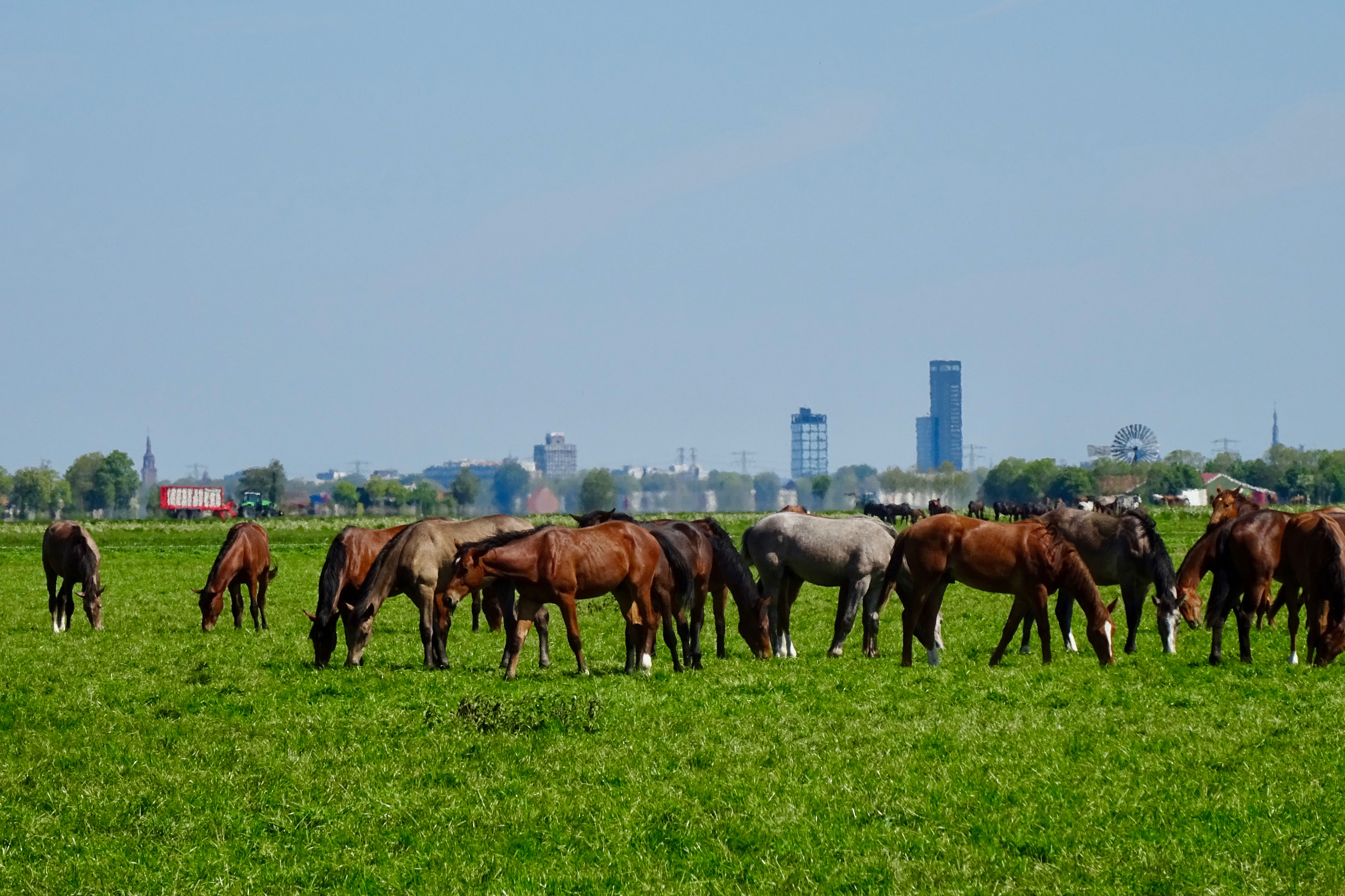
Сільське пасовище